# Add (rzeka)
Add – rzeka w Szkocji, w jednostce administracyjnej Argyll and Bute. Ma 14 mil (23 km) długości. Wypływa z jeziora Loch Sidheannach, 11 km na północ od miasta Lochgilphead. Płynie w kierunku południowym i zachodnim, mijając osadę Drimvore i rezerwat przyrody Moine Mhòr, a następnie wpada do zatok Loch Crinan i Sound of Jura w pobliżu miasta Bellanoch. We wsi Bridgend znajduje się zabytkowy most nad rzeką z 1737 roku.